# Jean-Marie Armand
Pour les articles homonymes, voir Armand.
Pas d'image ? Cliquez ici

a Compétitions nationales et continentales officielles uniquement.

b Matchs officiels uniquement.
Jean-Marie Armand, né le 14 octobre 1945 à Monheurt est un joueur français de rugby à XIII. Il évolue au poste de troisième ligne ou de deuxième ligne.
Au cours de sa carrière, il joue sous les couleurs de Bordeaux-Facture et Tonneins, et compte une sélection en équipe de France contre la Grande-Bretagne le 30 novembre 1968.

## Palmarès

### Détails en sélection
| 1. | 30 novembre 1968 | Grande-Bretagne | 10-34 | test-match | Troisième ligne | - | - | - | - |